# 吉永アユリ
吉永 アユリ（よしなが あゆり、1997年〈平成9年〉5月16日 - ）は、日本の女優。千葉県出身。アデッソ所属。身長165cm。

## 略歴
幼稚園の頃からテレビに強い影響を受けて育つ。小学生高学年の頃よりファッション雑誌の影響で、ファッションショーや芸能界を意識し始める。小学5年生の頃に、ファッションショーを見に行ってスカウトを受け、反対する両親を説得して芸能界に入る。子役としてデビューし、12歳で映画『告白』で初演技。以降、映画、舞台を中心に活動。2019年『ウルトラマンタイガ』にてヒロインの旭川ピリカ役で注目を浴びる。
『週刊プレイボーイ』（2020年7月13日、No.27・28合併号、集英社）で水着グラビアを初経験。

## 人物
趣味・特技はアルトサックス、カラオケ、ダンス。

## 出演

### テレビドラマ
- 鈴木先生（2011年、テレビ東京） - 徳永雫 役[2]
- だから荒野（2015年、NHK BSプレミアム） - マリナ、香奈 役
- MARZ（2016年、日本テレビ） - 絵理 役
- マジムリ学園（2018年、日本テレビ）[2]
- His〜恋するつもりなんてなかった〜（2018年、メ〜テレ）
- ウルトラマンタイガ（2019年、テレビ東京） - 旭川ピリカ 役[2][7]

### 映画
- 告白（2010年、東宝） - 野中あすか 役[2]
- 鈴木先生（2013年、角川書店） - 徳永雫 役[2]
- 渇き。（2014年、ギャガ）
- ショートムービー「ふたりのきっと、」美波のきっと編（2014年） - 佐倉真理 役
- 予告犯（2015年、東宝） - 麻衣子 役
- 東京無国籍少女（2015年、東映ビデオ） - 優里 役
- 恋は雨上がりのように（2018年、東宝映画）[2]
- 劇場版 ウルトラマンタイガ ニュージェネクライマックス（2020年、松竹ODS事業室） - 旭川ピリカ 役[8]
- 10万分の1（2020年11月27日、ポニーキャニオン）
- BLUE/ブルー（2021年4月9日、ファントム・フィルム） - 佐藤多恵 役
- 君は永遠にそいつらより若い（2021年9月17日、Atemo） - アスミ 役
- 日光物語（2023年6月17日、新日本映画社） - 大場すみれ 役

### バラエティ
- 恋愛ドラマな恋がしたい（シーズン7[9]：2021年5月1日 - 7月17日、シーズン8[10]：2021年10月31日 - 、ABEMA） - アユリ（VTRキャスト）

### CM
- 柳韓キンバリー（2010年）
- バスキン・ロビンス（2010年）
- グラクソ・スミスクライン（2012年 - ）
- 河合塾 年間メインビジュアル（2013年）
- auスマートパス「クーポン篇」（2014年）
- Cygames Shadowverse「勧誘篇」（2017年）
- セブン-イレブン カフェラテ（2017年 - ）
- HOKUTO 実写版きのこ組「カップル篇」（2018年）[2]
- Shark Ninja Operation LCC「simba」（2018年）[2]
- かっぱ寿司 Nシズルシリーズ ハワイアンパンケーキ（2019年）
- 台湾観光局「台湾熱い温度」篇（2019年）
- オプテージ mineo「不安なホンネ 電話番号」篇（2025年1月 - ）[11]

### MV
- blend note「become like you」（2010年）
- ウミネコサウンズ「まぶた」（2012年）
- This is LAST「カスミソウ」（2022年）
- マルシィ「大丈夫」（2023年）
- This is LAST「恋愛凡人は踊らない」（2023年）

### スチール
- PFU
- 須磨学園高等学校
- 日本コカ・コーラ
- 全日本アニソングランプリ
- リクルート
- Singing Nature（2016年）
- ADEFEST（2017年）※アジア太平洋広告祭メディア部門 金賞受賞
- USJ ハロウィン（2018年）
- 医学部専門予備校 野田クルゼ（2019年）

### 雑誌
- 学研ホールディングス BOMB 手あみのぼうし（表紙）

### ファッションショー
- 札幌コレクション2021（2021年11月9日）[12]